# Braunbinden-Blattspanner

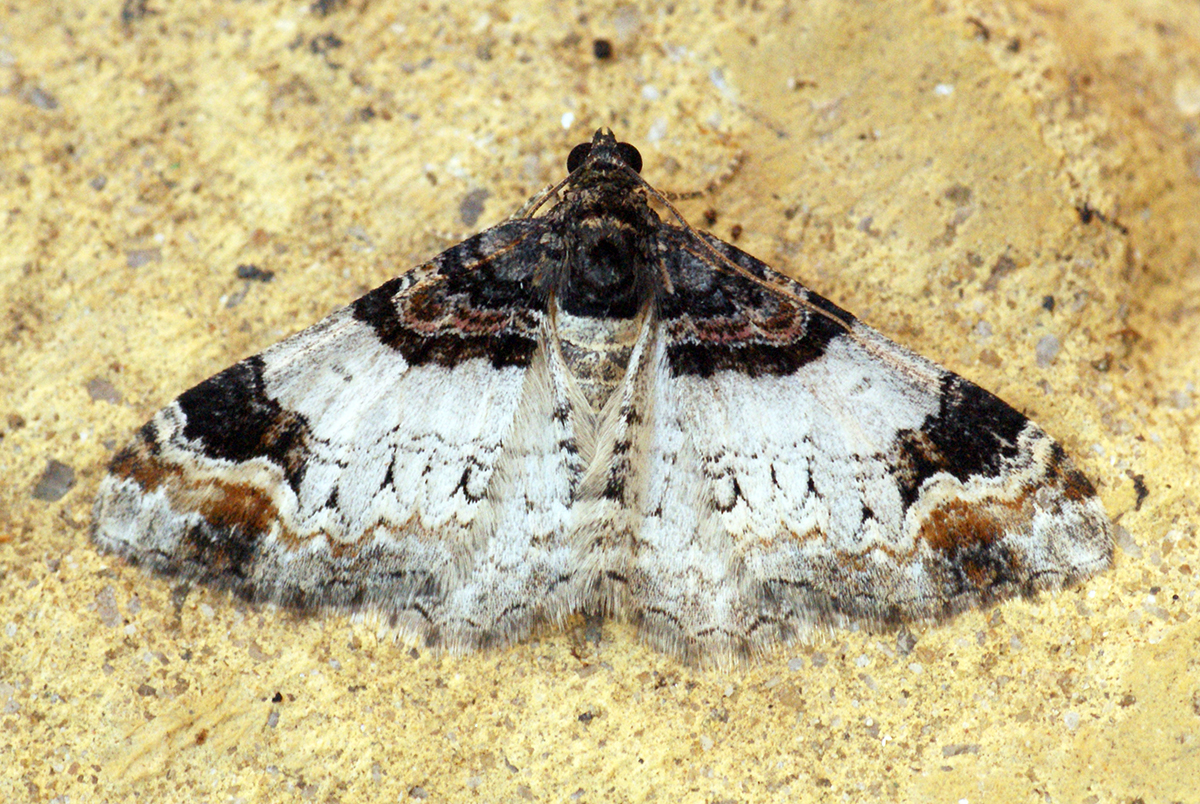
Falter in Sitzstellung

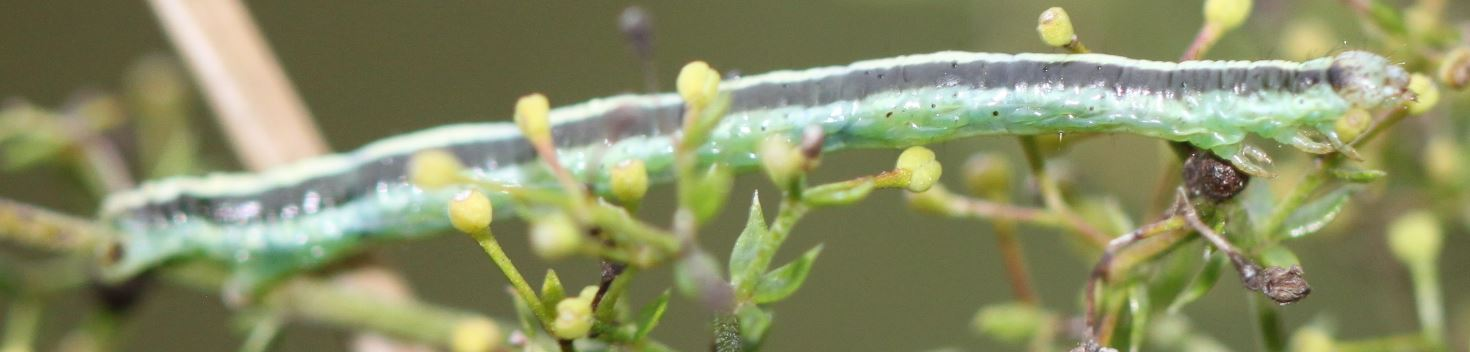
Raupe

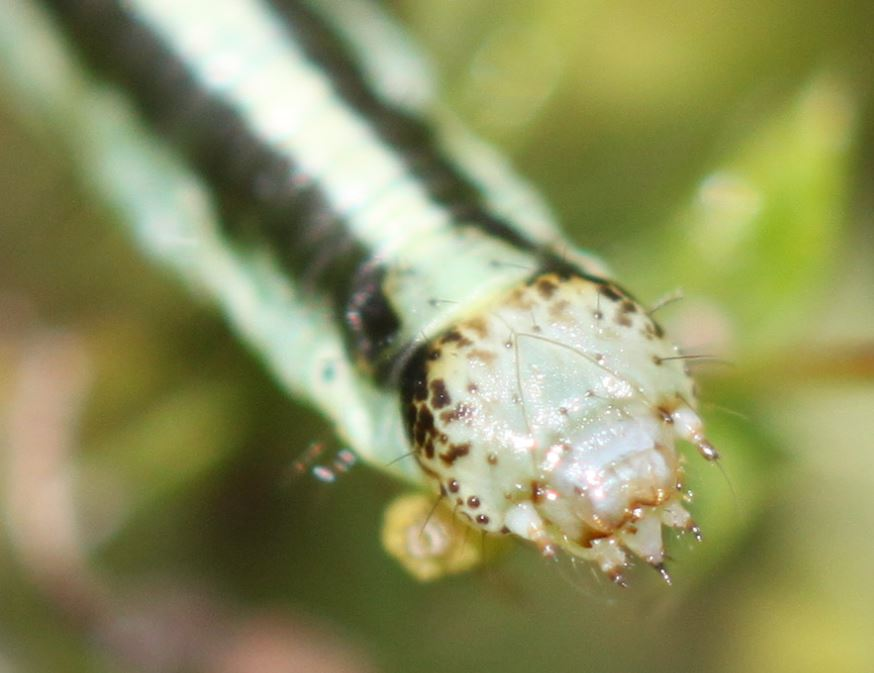
Kopf der Raupe

Der Braunbinden-Blattspanner (Catarhoe cuculata) ist ein Schmetterling (Nachtfalter) aus der Familie der Spanner (Geometridae).

## Merkmale

### Falter
Die Flügelspannweite der Falter reicht von 22 bis zu 27 Millimetern. Die Grundfarbe der Vorderflügel ist weiß. Das Wurzelfeld ist durch drei dicke Streifen – 2 schwarze sowie dazwischen ein rötlicher – gekennzeichnet. Zwei große Flecken – ein schwarzer und ein brauner – befinden sich am Vorderrand hinter der Mitte bis fast zum Apex. Dazwischen verläuft eine dünne schwarze Querlinie.

### Raupe
Erwachsene Raupen besitzen eine weiße Oberseite mit zwei dicken schwarzen Streifen sowie eine grüne Unterseite. 

### Ähnliche Arten
Schmetterlinge, die dem Braunbinden-Blattspanner ähneln, sind der Brombeer-Blattspanner (Mesoleuca albicillata), der Sturmvogel (Melanthia procellata) sowie der Rotbinden-Blattspanner (Catarhoe rubidata).

## Geographische Verbreitung und Vorkommen
Der Braunbinden-Blattspanner ist von West- und Mitteleuropa einschließlich der Britischen Inseln durch die gemäßigte Zone bis Ostasien verbreitet. Im Norden Europas findet man ihn bis ins südliche Fennoskandinavien. Die Art bewohnt bevorzugt lichte Wälder und Waldränder, kommt aber auch auf Wiesenflächen vor.

## Lebensweise
Die nachtaktiven Falter fliegen zumeist in zwei Generationen von Mitte Mai bis Mitte Juli sowie Ende Juli bis Mitte September. In England gibt es meist nur eine einzige Generation pro Jahr. Die Falter erscheinen nachts an künstlichen Lichtquellen. Die erste Raupengeneration findet man in den Monaten Juli bis August, die zweite im September und Oktober. Die Art überwintert als Puppe.
Zur Nahrung der Raupen zählen insbesondere die Blätter von bestimmten Labkräutern (Galium):
Wald-Labkraut (Galium sylvaticum), Weißes Labkraut (Galium album) und Echtes Labkraut (Galium verum).